# Ruszalka (Dargomizsszkij)
A Ruszalka (oroszul: Русалка) vagy A sellő Alekszandr Szergejevics Dargomizsszkij négyfelvonásos operája, amelyet Puskin költeményére írt. Az operát 1856-ban mutatták be Szentpéterváron.

## Az opera keletkezése
A víz alatti és az emberi világ kapcsolata sok nép folklórjában jelen van, így a szláv mondavilágban is. Ezt a témát számos zeneszerző feldolgozta (Dvořák, Rimszkij-Korszakov és mások). Dargomizsszkij operája szövegét Puskin (1799–1837) A vízitündér című költeménye alapján maga írta. Ez az opera – ellentétben Dvořák művével – nem mesejáték, hanem valódi zenedráma, amelyben meseszerű elemek vannak ugyan, de mégis emberi konfliktusokról szól.

## Szereplők
| Szereplő                              | Hangfekvés   |
| ------------------------------------- | ------------ |
| Molnár                                | basszus      |
| Natasa, a lánya; Ruszalka, vízitündér | szoprán      |
| Ruszalocska, a lánya                  | szoprán      |
| Herceg                                | tenor        |
| Hercegnő                              | mezzoszoprán |
| Olga, a herceg testvére               | szoprán      |
| Háznagy                               | basszus      |
| Halász                                | tenor        |

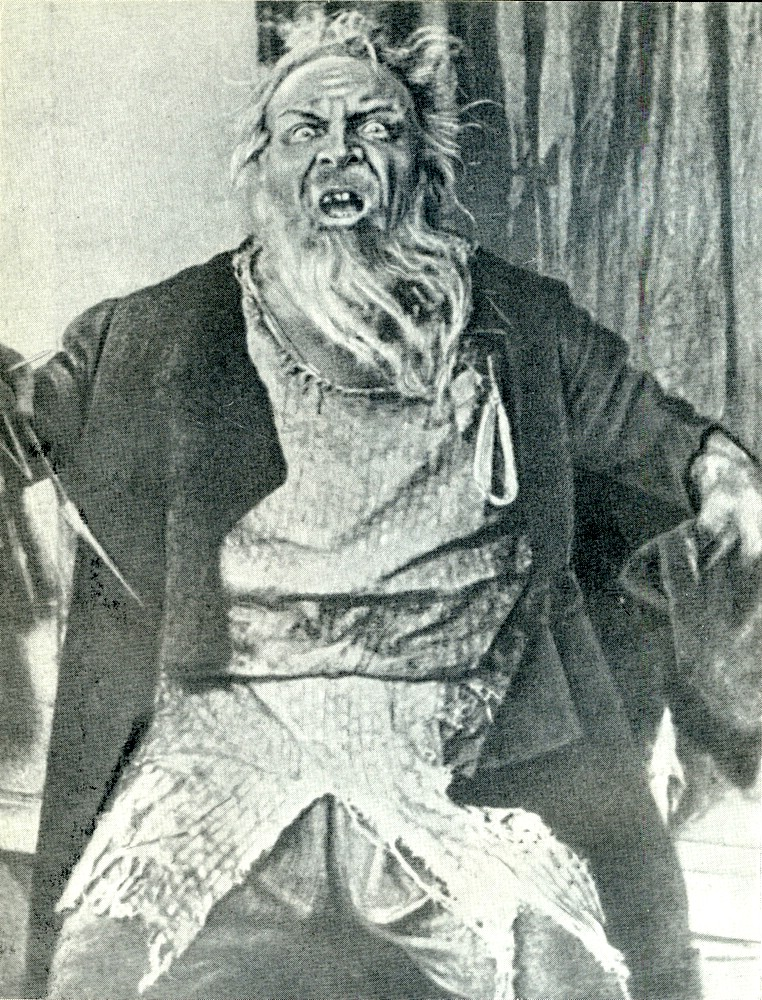
Saljapin a molnár szerepében

- Történik: Ukrajnában, a Dnyeper partján, mondabeli időkben.
- Zenekar: közepes együttes.
- Kórus: nagy együttes.
- Időtartam: két és fél óra.

## Cselekmény

### Első felvonás
Egy öreg molnár él a Dnyeper partján lányával, Natasával. A lány rendszeresen találkozik a herceggel, szerelem ébred közöttük. A molnár nem örül a helyzetnek, próbálja megmagyarázni lányának e kapcsolat reménytelen voltát, de az nem hallgat rá. Egy idő után azonban ritkulnak az ifjú látogatásai, majd amikor egyszer mégis megjelenik, mentegetőzik, zavartan viselkedik, végül nagy nehezen kiböki: búcsúzni jött, mert szülei rangbéli feleségnek valót jelöltek ki számára. Búcsúzóul egy értékes gyöngyöt ajándékoz a lánynak, s elmegy, hiába mondja meg neki Natasa, hogy gyermeket vár tőle. A reményvesztett lány a folyóba öli magát.

### Második felvonás
A herceg és a hercegnő esküvőjét fényes körülmények között rendezik meg. A szertartás közben a herceg panaszos dalt hall a távolból egy elhagyott lányról, s a hang Natasára emlékezteti. A háznagy képzelgésnek tartja az egészet, s próbálja elterelni a figyelmet a dalról, a herceg azonban baljós előjelként gondol rá.

### Harmadik felvonás
Az eltelt tizenkét év során a hercegi házasság valóban boldogtalanná vált, a hercegné egyedül tölti a napjait, miközben a herceg megszállottan csak a Dnyeper környékét járja. Egyik ilyen alkalommal a hercegné és Olga, a herceg húga utána indulnak. Esténként a folyó partján vízi tündérek játszadoznak, ám amint észreveszik a herceget, azonnal eltűnnek a folyóban. Megjelenik az öreg molnár is, aki a lánya elvesztése miatti fájdalmában megőrült, és a folyóba akarja ölni a herceget, akit csak a kísérete tud megmenteni.

### Negyedik felvonás
Natasa valójában nem halt meg, vízi tündérként tovább él, és az eltelt évek alatt Ruszalka és a Dnyeper királynője lett (a ruszalka szó a szláv mondavilágban vízi tündért jelent). A herceg iránti érzései változóak, szereti is, de a bosszú vágya is él benne. Lányának, a víz alatti világban született Ruszalocskának gyakran mesél apjáról, s azt kéri tőle, hogy ha találkozik apjával, csalja a vízbe. Az eset meg is történik, a herceg előtt megjelenik a vízből kiemelkedő Ruszalocska, s elmondja neki, hogy ő a lánya. Kéri, tartson vele a folyóba. A hercegné és Olga megpróbálják visszatartani, de a folyóba gázoló herceget a molnár még beljebb segíti, s a herceg elmerül a habokban.

## Az opera színpadra állítása
Dargomizsszkij Ruszalkáját 1856. május 16-án mutatták be Szentpétervárott, a Mariinszkij Színház helyén lévő Cirkuszszínházban. Ha nem is bukott meg, sikert nem aratott a szükségdíszletek és jelmezek használata, valamint a partitúra jelentős vágása miatt. Az operát 1865-ben ismét bemutatták a felépült Mariinszkij Színházban, és ekkor már igazi sikert ért el. „Végre a közönség megértette a zenémet. A nők és … még a férfiak is törölgették a könnyeiket” – írta az elragadtatott zeneszerző egy levelében.
Magyarországon még nem mutatták be (Dvořák operájától megkülönböztetendő a magyar zenei irodalom inkább A sellő címet használja), de Oroszországban néha műsorra tűzik egyes operaházak.

## A zene
Az opera zenéjére a lírai jelleg jellemző, kevés benne a zárt szám, vannak benne viszont remek kórusrészletek és táncjelenetek is. A szóló számok közül a molnár első felvonásbeli áriáját, a herceg harmadik felvonásbeli cavatináját és Ruszalka áriáját a negyedik felvonásból koncerteken is éneklik.

## CD-ajánló
Molnár – Alekszandr Vegyernyikov, Natasa-Ruszalka – Natalja Mihajlova, Herceg – Konsztyantyin Pluzsnyikov, Hercegnő – Galina Piszarenko, Olga – Nyina Tyerentyeva. Közreműködik: a Moszkvai Rádió és Televízió ének- és zenekara, karmester Vlagyimir Fedoszejev. A felvétel helye és ideje: Moszkvai Rádió, 1983. Kiadás: 1999, Relief Records, CR 991059.